# Cui i-e frică de Virginia Woolf? (film)
Cui i-e frică de Virginia Woolf? (titlul original: în engleză Who's Afraid of Virginia Woolf?) este un film dramatic american din 1966, regizat de Mike Nichols, bazat pe piesa cu același titlu a lui Edward Albee. Filmul a fost nominalizat la treisprezece categorii la Oscar și a primit 5 statuete.

## Intriga
Respectatul profesor de istorie George și soția sa plină de farmec, Martha, îi invită pe lectorul în devenire Nick și pe soția sa, Honey, la o discuție de seară la băuturi. Gazdele atrag rapid tânărul cuplu într-un joc sado-masochist ciudat. În timpul vizitei lor, partenerii în vârstă se umilesc unul pe celălalt, le dezvăluie afacerile și secretele intime oaspeților surprinși și le subliniază toate greșelile. Martha alternează între a-și tachina soțul și a încerca să-l cucerească pe Nick. Șocați de comportamentul profesorilor, invitații încep involuntar să se întrebe dacă și relația lor va arăta așa cândva.

## Distribuție
- Elizabeth Taylor – Martha
- Richard Burton – George
- George Segal – Nick
- Sandy Dennis – Honey

## Premiile Oscar

### Premii câștigate
- Cea mai bună actriță > Elizabeth Taylor (Martha)
- Cea mai bună actriță în rol secundar > Sandy Dennis (Honey)
- Cea mai bună imagine alb-negru > Haskell Wexler
- Cele mai bune decoruri alb-negru > Richard Sylbert, George James Hopkins (Designeri de producție)
- Cele mai bune costume alb-negru > Irene Sharaff

### Nominalizări
- Cel mai bun film > Ernest Lehman (producător)
- Cel mai bun actor > Richard Burton (George)
- Cel mai bun actor în rol secundar > George Segal (Nick)
- Cel mai bun regizor > Mike Nichols
- Cel mai bun scenariu > Ernest Lehman
- Cea mai bună muzică > Alex North (compozitor)
- Cel mai bun montaj > Sam O'Steen
- Cel mai bun sunet > George Groves